# Tasos Mitsopoulos

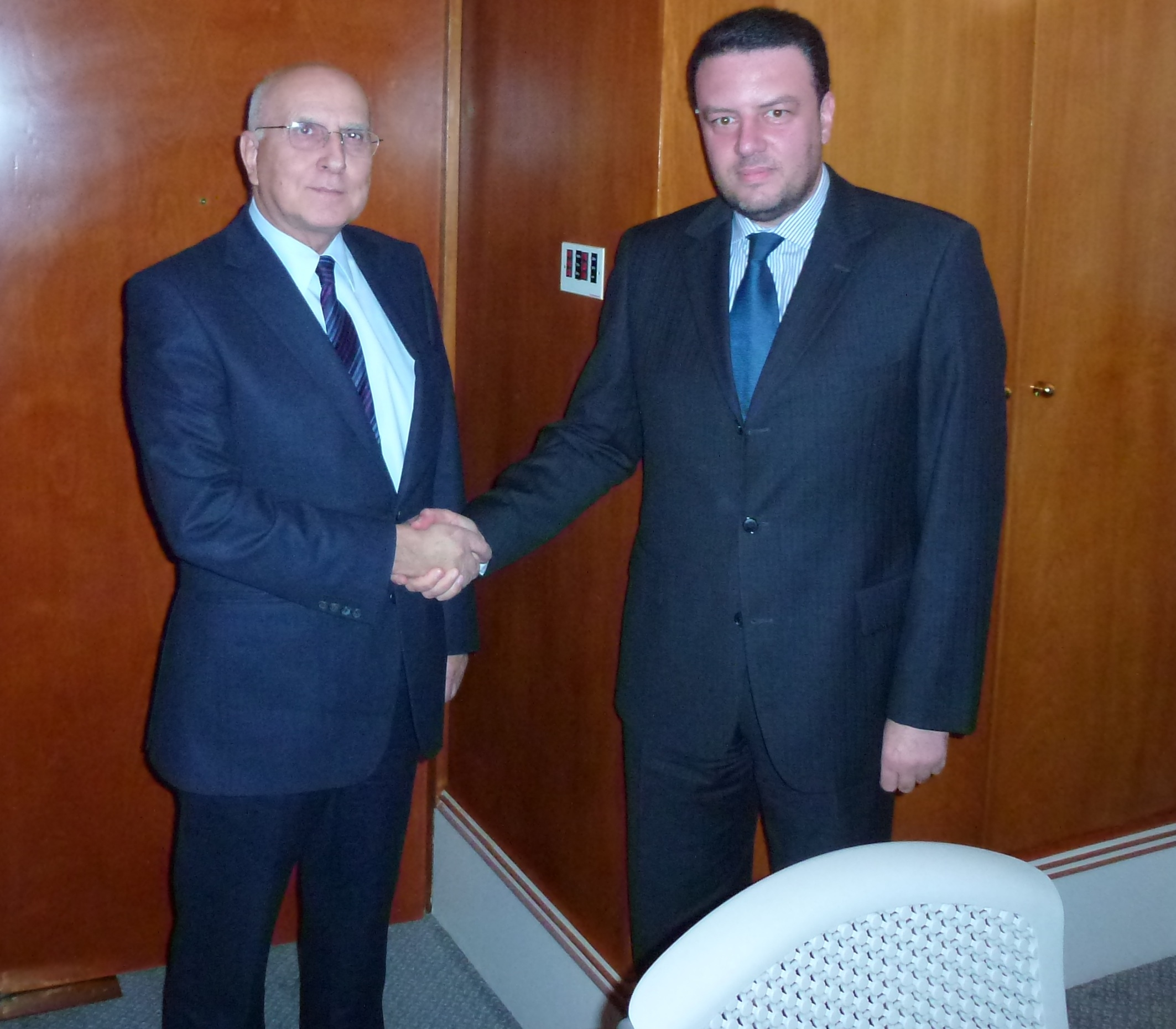
Tasos Mitsopoulos (rechts) mit Stavros Dimas (2011)

Tasos Mitsopoulos (griechisch Τάσος Μητσόπουλος; * 30. Mai 1965 in Larnaka; † 22. März 2014) war ein zyprischer Politiker.
Er studierte Rechtswissenschaft an der Nationalen und Kapodistrias-Universität Athen. Danach war er zunächst Berater des griechischen Außenministeriums, dann Büroleiter von Nikos Anastasiadis, dem Parteivorsitzenden der konservativen zyprischen Partei DISY, sowie Pressesprecher dieser Partei.
2006 wurde er als Abgeordneter der DISY für den Wahlkreis Larnaka ins zyprische Parlament gewählt, auch bei der folgenden Parlamentswahl 2011 wurde er wieder gewählt. Als Nikos Anastasiadis 2013 Präsident Zyperns wurde, holte er Mitsopoulos als Kommunikationsminister in sein Kabinett. Nach dem Austritt der DIKO aus der Regierungskoalition wurde Mitsopoulos am 14. März 2014 als Nachfolger des DIKO-Politikers Fotis Fotiou Verteidigungsminister.
Er starb am 22. März 2014 im Alter von 48 Jahren, nachdem er am Vortag eine intrazerebrale Blutung erlitten hatte.